# 勒丁恩
勒丁恩（挪威語：Lødingen）是挪威諾爾蘭郡的一個市镇，行政中心为勒丁恩村。市镇面积为527.42平方公里，2023年人口数量为1,985人。